# バランゲー・ラモン2世
バランゲー・ラモン2世（カタルーニャ語：Berenguer Ramon II, 1053/4年 - 1097年6月20日）は、バルセロナ伯、ジローナ伯、ウゾーナ伯、カルカッソンヌ伯およびラゼス伯（在位：1076年 - 1097年）。”兄弟殺し伯”（el Fratricida）と呼ばれた。

## 生涯

### 生い立ち
バランゲー・ラモン2世はバルセロナ伯ラモン・バランゲー1世とアルモディス・ド・ラ・マルシュの息子であり、恐らくラモン・バランゲー2世と双子の兄弟である。1076年に父ラモン・バランゲー1世が死去し、バランゲー・ラモンは兄弟のラモン・バランゲーとともにバルセロナ伯領を継承した。

### ラモン・バランゲー2世との関係

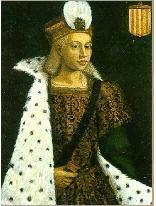
双子の兄弟ラモン・バランゲー2世

兄弟ラモン・バランゲーとの関係は常に緊張状態にあり、バランゲー・ラモンは自身の遺産に関して異議を唱えようとした。父の遺言により、2人の兄弟は同じ条件で領地を支配することになっていたが、実際にはラモン・バランゲー”麻くず毛伯”の方が優位に立っていた。
ラモン・バランゲーがムルシアに遠征に向かう際に、バランゲー・ラモンは、バルセロナ司教、ジローナ司教および伯領内の子爵やカルドナ子爵の前で、兄弟との分割統治に関し固く約束をすることを余儀なくされた。ラモン・バランゲーは帰国後に、父親から取得した遺産の一部をバランゲー・ラモンに与え、リェイダ首長国からの貢物を受け取った。
1077年末の少し前、ローマ教皇グレゴリウス7世は、教会改革を推進するため教皇特使としてオロロン司教アマトゥスをジローナに派遣した。教皇はこの滞在を利用して、ラモン・バランゲー1世から遺言により教皇に託された2人の兄弟の将来を探ろうとした可能性がある。教皇は1079年にジローナ司教に手紙を書き、リポル、サン・クガ、サン・ポンス・デ・トメレスの修道院長と共に、伯領における争いを終わらせるため行動するよう求めた。このため同年に2人の兄弟は、リュブラガート川からバゾス川までの間、カステルベルとその辺境領、オレルドラ、ビラフランカ・ダル・パナデス、バルモルとその完全私有地、エランプルーニャ、ベンビウレ、ガバ、パレハ、ガローザ、フランケセス・デル・リョブレガートおよびその他の領地に至るまで、領地、城、家屋を分割した。ただ裁判、課税、市場、通貨、およびバルセロナのいくつかの領地からの収入同様、統治機能は分割されなかった。しかし、バランゲー・ラモンは主張を続け、1080年にラモン・バランゲーよりバルベラ城、ブレダ（オレルドラ）城の半分、カルカソンヌ伯領とラゼース伯領を手に入れた。ラモン・バランゲー”麻くず毛伯”は、将来建造される船や購入された船を含む、将来手に入れるすべてのものを分割すると約束した。

### サラセン人との戦い

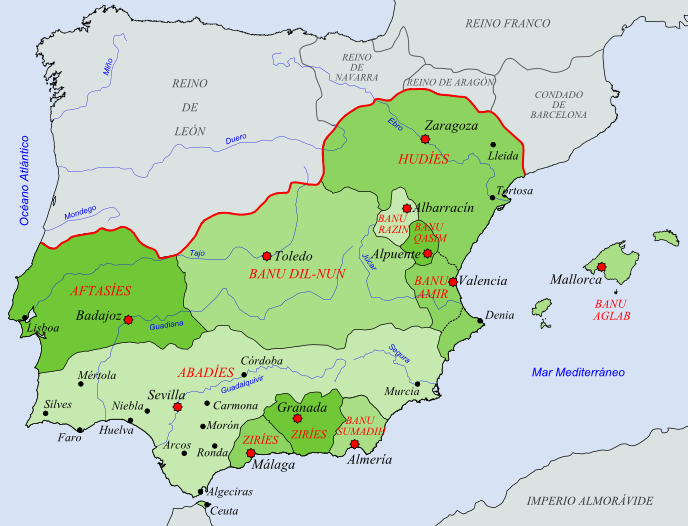
11世紀末のイベリア半島。アル＝アンダルスはおよそ11のタイファに分かれていた。

1081年春、イスラム教徒に対する遠征が失敗に終わった際、カスティーリャ王アルフォンソ6世と対立していたロドリーゴ・ディアス・デ・ビバール（エル・シッド）はバルセロナを訪れ、協力を申し出たが、受け入れられなかった。その後エル・シッドは伯爵の甥と喧嘩し負傷させた。そこでエル・シッドはバルセロナ伯の同盟国であるリュイダ首長国を攻撃した後にサラゴサ王に仕え、バランゲー・ラモンはアルメナールの戦いで捕虜になった（1082年）。
ムラービト朝の侵略および1086年のサグラハスの戦いにおいてアルフォンソ6世が敗北し、エル・シッドはカスティーリャ王国のレバンテ地方の防衛を任されることになった。1087年から1089年まで、エル・シッドはイスラム教国のアルバラシン首長国とアルプエンテ首長国を属国とし、1087年にカスティーリャと同盟を結んでいたヤヒヤ・アル・カディール王が支配するバランシヤ王国がアル＝ムンディール・イマード＝アル＝ダウラおよびバルセロナ伯の手に落ちるのを防いだ。近隣のイスラム王国に対するサラゴサ王国の圧力により1090年にテバルの戦いが勃発し、この時バランゲー・ラモン2世は再びエル・シッドの捕虜になり、コラーダの剣を失った。
リュイダ首長国との契約から解放された後、バランゲー・ラモンはジェノヴァおよびアラゴン・ナバラ王サンチョ1世の支援を受け、1092年にトゥルトーザの町を攻撃して占領した。

### ラモン・バランゲー2世の死
1082年12月5日、グアルバの町を攻撃中にラモン・バランゲー2世は死去した。人々はバランゲー・ラモンがラモン・バランゲーの殺害を画策したとして非難し、バランゲー・ラモンのことを”兄弟殺し伯”と呼んだ。
1083年、ラモン・フォルク1世・デ・カルドナとベルナト・ギレム・デ・ケラルトが率いる反バランゲー・ラモンの一派が結成され、これにビック司教バランゲー・スニフレ・デ・ルサが加わり、10年間、ラモン・バランゲーの幼い息子ラモン・バランゲー3世の後見人の役割を、ラモン・バランゲー3世の義理の叔父ギジェム1世・デ・サルダーニャとその妻で叔母のサンチャ・デ・バルセロナおよび伯母アルモディスに任せた。
しかし、1086年6月18日にこの反バランゲー・ラモンの一派は崩壊し、ムンカーダ家、カブレラ家、ゲラウ・アレマニ2世・デ・サルバリョーおよびビック司教バランゲー・スニフレ・デ・ルサが率いる新たな一派は、バランゲー・ラモンが甥ラモン・バランゲー3世の後見人として加わることに合意した。また、バランゲー・ラモンは結婚しないことを誓約したため、ラモン・バランゲー3世がバランゲー・ラモンの後に伯位を直接継承することとなった。

### 教会との関係
1091年、教皇ウルバヌス2世はナルボンヌ大司教区から切り離してタラゴナ大司教区を創設したが、一時的にバルセロナ伯がこれを占領した。

### 継承
甥ラモン・バランゲー3世が成人したとき、バランゲー・ラモンは甥に伯領の統治を委ねた。バランゲー・ラモン2世は、1097年6月20日に第1回十字軍の最中にエルサレムにおいて死去した。